# 에기나
에기나(고대 그리스어: Αίγινα, 현대 그리스어: Aígina)는 그리스 사로니코스 제도에 위치한 섬이다. 아테네에서 27km 떨어진 사로니코스만에 위치하고 있다. 전통적 이름은 이 섬에서 태어나 왕이 된 아이아코스의 어머니 아이기나에서 유래했다. 고대에 에기나는 강력한 해상 전력을 갖춘 아테네의 맞수로 패권을 다투었다.

## 지리
에기나 섬은 사로니코스만에 흩어져 있는 사로니코스 제도에서 가장 큰 섬으로 만 거의 중앙에 위치한다. 섬의 주요 타운인 에기나는 아테네에서 남서쪽으로 약 37km, 코린토스에서 남동쪽으로 약 48km, 트리지나에서 북쪽으로 약 28km 거리에 위치해 있다.
동서 15km, 남북 10km의 대체로 삼각형 모양의 섬이다. 면적은 87 평방킬로미터, 인구는 1만 3552명(2001년 인구 조사)으로 가장 큰 마을은 섬의 북서쪽에 위치한 섬과 같은 이름을 가진 에기나이다.
최고봉 해발 531m의 오로스 산은 활화산이 아니라 화산이다. 섬의 2/3는 화산 지형에 의해 점유되어 있고, 북서쪽에 평지가 펼쳐져 있다. 비옥한 평지에서는 포도와 올리브, 피스타치오가 생산되고 있다. 또한 아테네 수도권의 피레아스에서 페리로 약 40분 거리에 위치해, 이 섬의 해변은 관광객들에게 인기가 높으며, 낚시꾼도 붐빈다.

## 역사
기원전 2000년 무렵부터는 미노스 문명의 영향을 받았다고 판명되고 있다.
기원전 6세기에서 기원전 5세기에 걸쳐 해상 교역의 중심지였으며, 아테네와 경쟁했다. 그러나 기원전 5세기 전반에는 아테네에 패했다.

## 행정구역

### 지자체 (디모스)
에기나 시(Δήμος Αίγινας)는 아티카 지방 제도 현에 속한 기초 자치 단체(디모스)이다. 에기나 섬과 함께 작은 섬들로 구성되어 있다. 예전에는 피레아스 현에 속해 있었지만, 카리쿠라티스 개혁 (2011년 1월 시행)시 분할된 제도 현에 속해 있다. 카리쿠라티스 개혁은 대규모 지자체 통폐합이 이루어졌지만, 에기나 시는 다른 지자체와의 합병은 하지 않았다.
에기나시는 다음의 키노티타(도시, 마을)로 구성된다. 아래 도표 중의 Δ.δ.는 Δημοτικό διαμέρισμα 의 약자이며, 카포디스트아스 개혁에 의한 통폐합(1999년 1월 시행) 이전의 구 지자체에서 유래하는 구획이다. [] 안은 인구 (2001년 인구 조사)를 나타낸다.
| - Δ.δ. Αίγινας 에기나 [ 7,783 ] - η Αίγινα 에기나 [ 7,410 ] - το Ανίτσαιο [ 24 ] - οι Βλάχηδες [ 8 ] - οι Καπότηδες [ 3 ] - ο Κοντός [ 178 ] - ο Κυλινδράς [ 0 ] - η Λαγούσα (επί της νήσου Ελεούσας) [ 0 ] - το Λαγουσάκι (επί της νήσου Παναγίτσας) [ 0 ] - οι Λαζάρηδες [ 10 ] - η Μονή Κοιμήσεως Θεοτόκου [ 8 ] - η Παχιά Ράχη [ 28 ] - οι Πόρτες [ 88 ] - η Σταχτορροή (νησίδα) [ 0 ] - οι Τζίκηδες [ 26 ] - η Υψηλή (νησίδα) [ 0 ] | - Δ.δ. Βαθέος [ 1,474 ] - το Βαθύ [ 1,474 ] - Δ.δ. Κυψέλης [ 1,949 ] - η Κυψέλη [ 1,949 ] - Δ.δ. Μεσαγρού [ 1.603 ] - ο Μεσαγρός [ 682 ] - η Αγία Μαρίνα [ 426 ] - οι Άλωνες [ 233 ] - η Βαΐα [ 239 ] - ο Κάβος [ 23 ] - Δ.δ. Πέρδικας [ 743 ] - η Πέρδικα [ 682 ] - το Σφεντούρι [ 61 ] |

## 화보

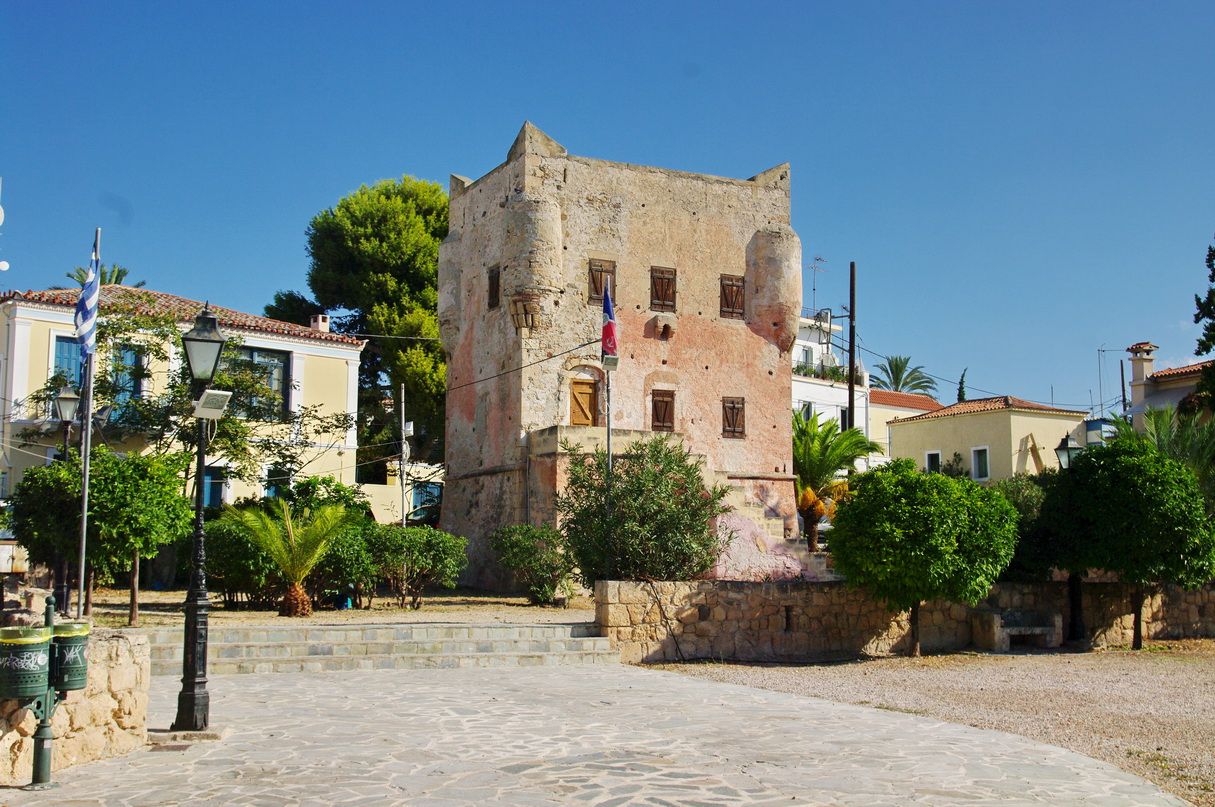
마르켈로스 탑
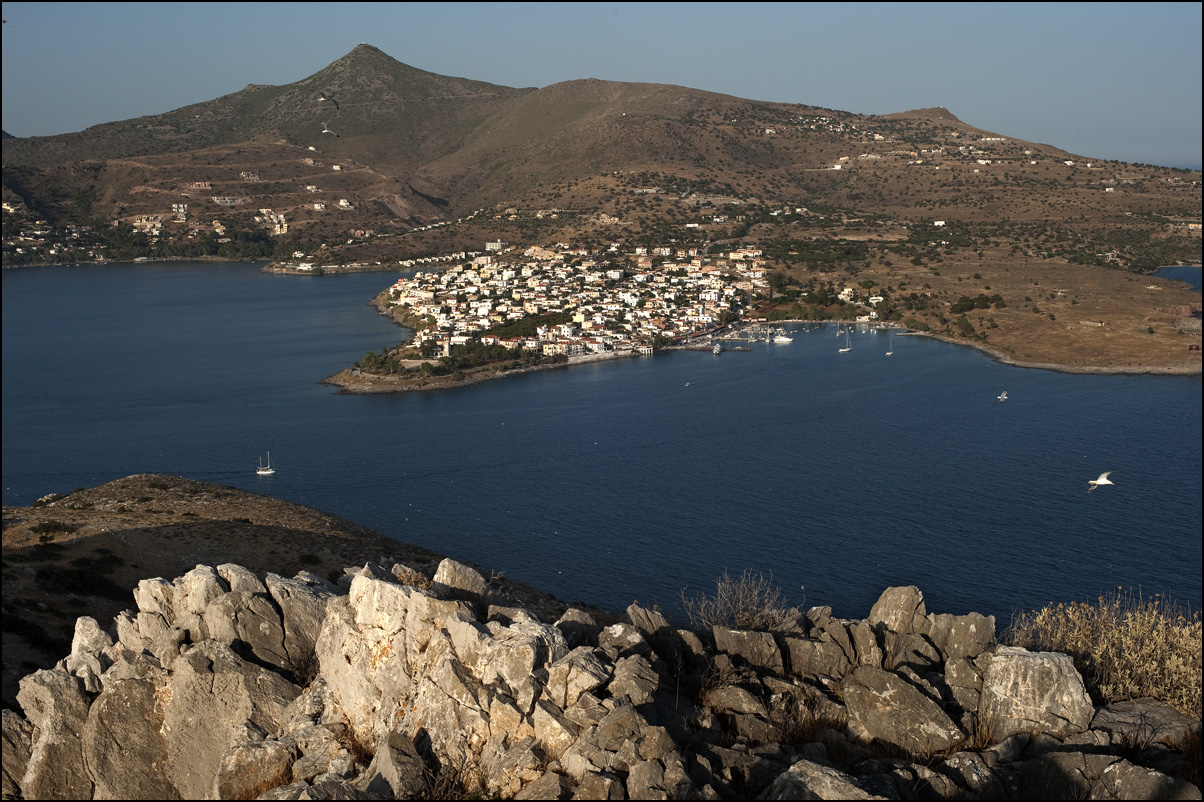
페르디카 마을
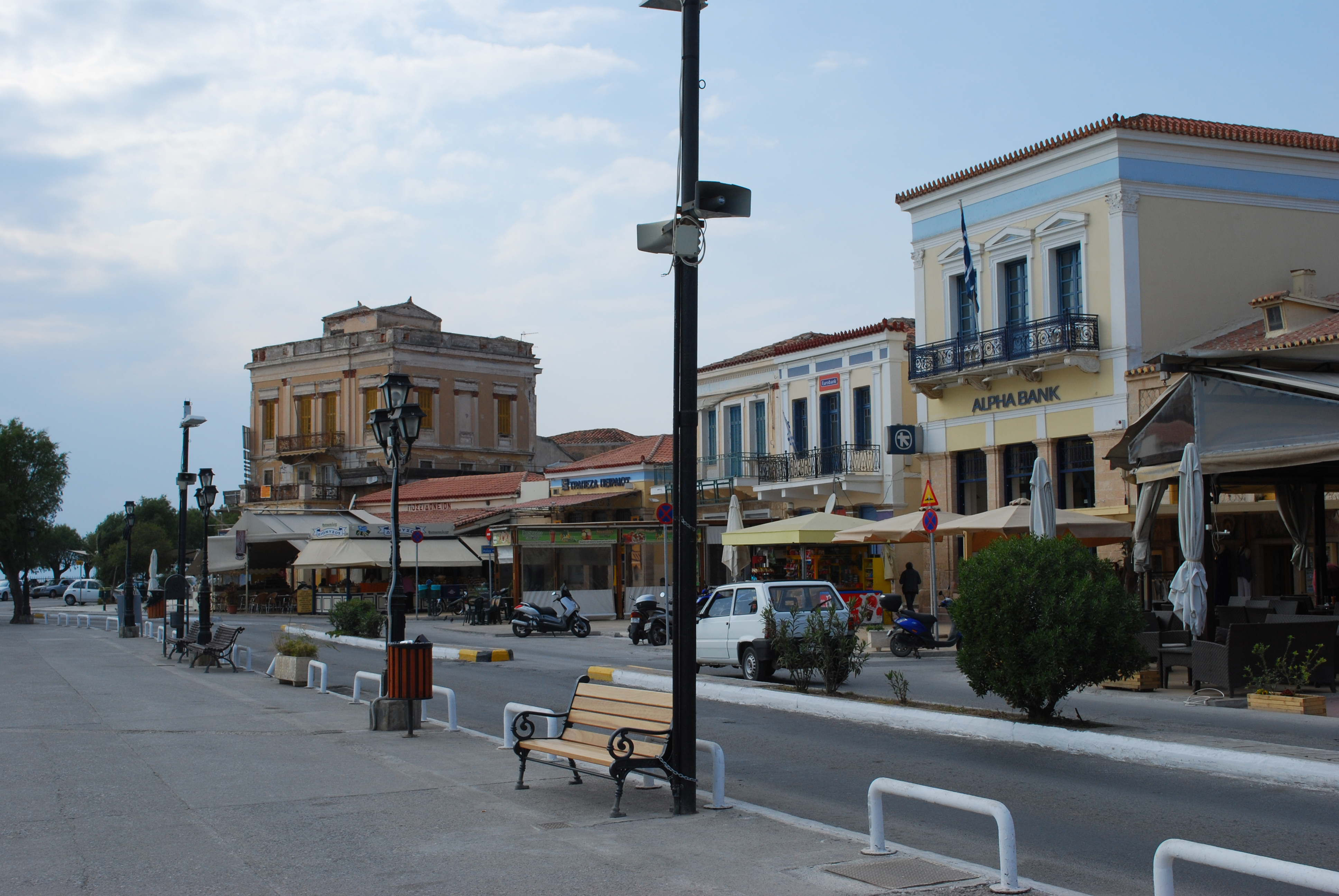
항구에서 본 거리
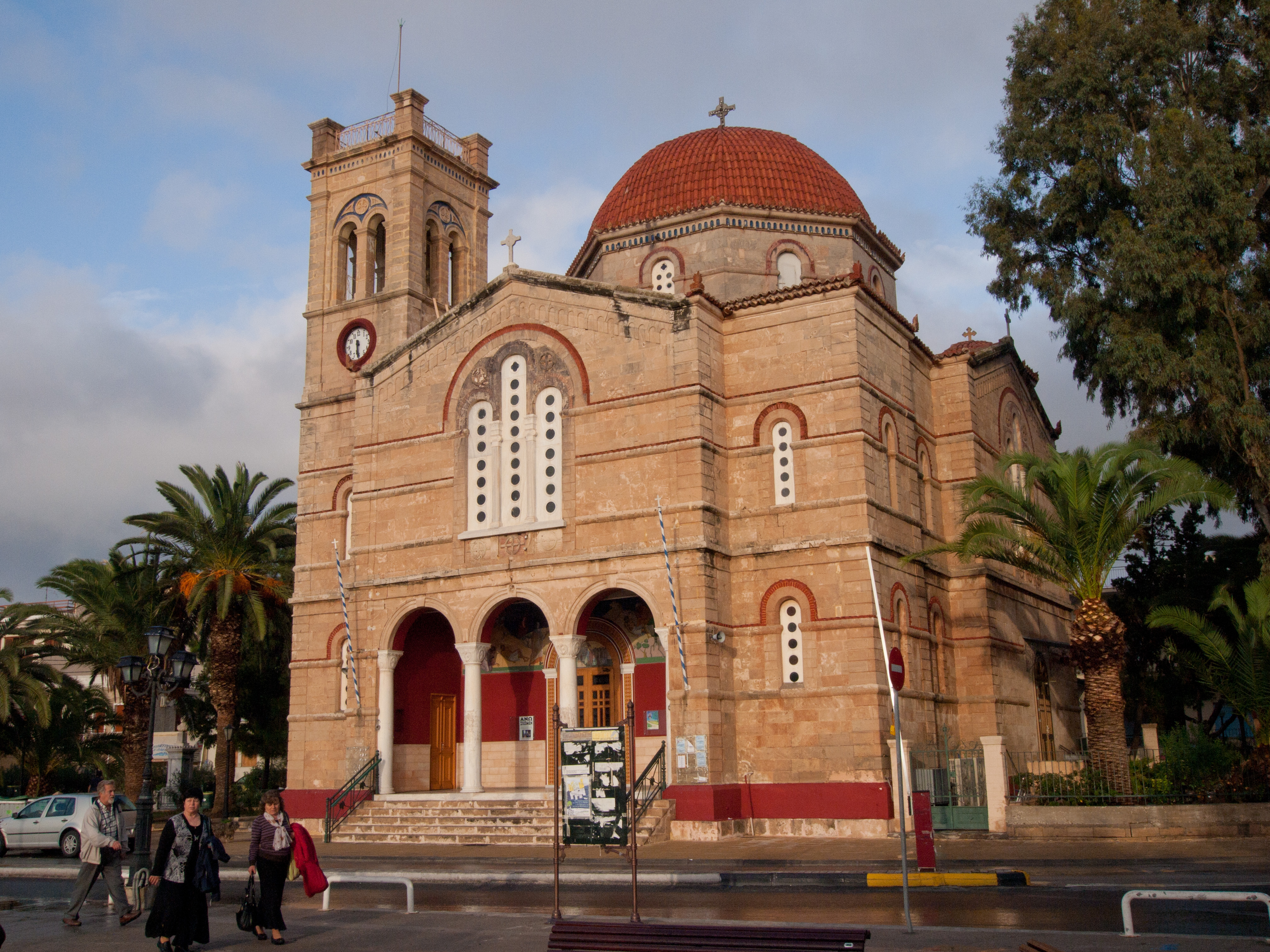
"Eisodia tis Theotokou" 교회
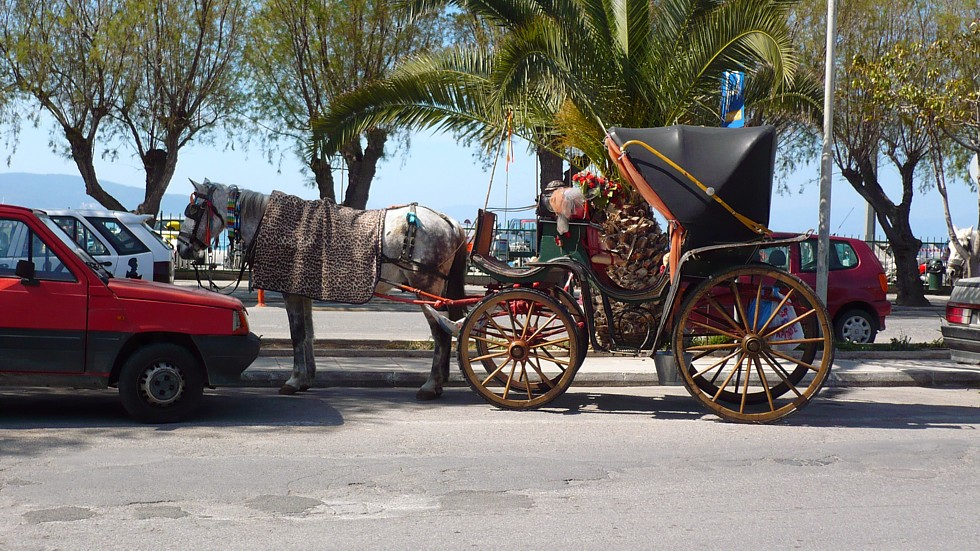
역마차